# Paul Winchell
Paul Winchell (New York, 21 december 1922 - Los Angeles, 24 juni 2005) was een Amerikaans stemacteur en buikspreker.

## Carrière
Winchell was medisch geschoold. Zodoende kon hij de maker worden van een kunsthart. Ook had hij het concept van wegwerpscheermesjes bedacht.
Bekendheid zou hij echter pas krijgen als buikspreker. Winchell had twee poppen die hij gebruikte, namelijk Jerry Mahoney en Knucklehead Smiff. Hij maakte onder meer de programma's The Paul Winchell Show, The Speidel Show, What's My Name? en Winchell-Mahoney Time.
Als stemacteur was hij de man achter personages als Gargamel, Zummi en Dick Dastardly. Het bekendst was hij als Teigetje. Deze rol vervulde hij in 1999 voor het laatst. Zijn laatste optreden als dit personage was voor een pretparkattractie.
Overige producties waar Winchell in zat waren Perry Mason, The Dick van Dyke Show,  McMillan & Wife, The Brady Bunch,  The Donna Reed Show en The Beverly Hillbillies. 
Aan het eind van zijn leven verscheen een autobiografie van Paul Winchell 

## Privé
Winchell was 3 keer getrouwd. Stemactrice April Winchell is zijn dochter. 
Overlijden
Paul Winchell overleed in 2005. In eerste instantie werden zijn kinderen hier niet van op de hoogte gesteld. Uiteindelijk plaatste April een bericht waarin ze vermeldde dat haar vader was overleden. De as van Winchell is uitgestrooid. 

## Trivia
Winchell overleed een dag voor John Fiedler, de oorspronkelijke stem van Knorretje.
Winchell werd eigenlijk voor The Tigger Movie opnieuw voor de rol van Teigetje gecast. Na 1 dag proefopnames meldde de studio echter dat zijn stem niet meer geschikt was voor de rol. Jim Cummings, die eerder al de zangstem van het personage had overgenomen, nam de rol nu volledig op zich